# American Beauty (álbum)
American Beauty (en español, Belleza americana o Belleza estadounidense) es el sexto álbum de estudio de la banda estadounidense de rock psicodélico Grateful Dead, lanzado en noviembre de 1970 por el sello Warner Bros. Records.  
El disco continúa con el folk rock y la música country de su antecesor, Workingman's Dead, el cual fue lanzado ese mismo año. El sonido muestra algunas influencias de Bob Dylan y Crosby, Stills, Nash & Young. 
American Beauty entró en la lista Billboard 200 alcanzando el puesto 30. En 1974 fue certificado como disco de oro por la RIAA.
En el 2020 el álbum fue posicionado en el puesto 215 de los 500 mejores álbumes de todos los tiempos de la revista Rolling Stone.

## Lista de canciones

### Cara A
1. "Box of Rain" (Phil Lesh, Robert Hunter) – 5:18 (cantante: Phil Lesh)
2. "Friend of the Devil" (Garcia, John Dawson, Hunter) – 3:24
3. "Sugar Magnolia" (Bob Weir, Hunter) – 3:19 (cantante: Bob Weir)
4. "Operator" (Ron McKernan) – 2:25 (cantante: Ron "Pigpen" McKernan)
5. "Candyman" – 6:14

### Cara B
1. "Ripple" – 4:09
2. "Brokedown Palace" – 4:09
3. "Till the Morning Comes" – 3:08
4. "Attics of My Life" – 5:12 (cantantes: The Grateful Dead)
5. "Truckin'" (Garcia, Lesh, Weir, Hunter) – 5:03 (cantantes: Jerry Garcia, Bob Weir)

## Personal
Grateful Dead
- Jerry Garcia – guitarra, voz
- Phil Lesh – bajo, guitarra
- Bob Weir – guitarra, voz
- Ron "Pigpen" McKernan – armónica, voz
- Mickey Hart – percusión
- Bill Kreutzmann – batería
- Howard Wales – teclados adicionales

## Posicionamiento
Álbum
| Año  | Lista         | Posición |
| ---- | ------------- | -------- |
| 1971 | Billboard 200 | 30       |

Sencillos
| Año  | Sencillo  | Lista             | Posición |
| ---- | --------- | ----------------- | -------- |
| 1971 | «Truckin» | Billboard Hot 100 | 64       |

## Certificaciones
| Certificación | Fecha           |
| ------------- | --------------- |
| Oro           | Julio de 1974   |
| Platino       | Octubre de 1986 |
| Doble Platino | Agosto de 2001  |